# Greenhill (Édimbourg)
Pour les articles homonymes, voir Greenhill.

Greenhill est un quartier de la ville d'Édimbourg, la capitale de l'Écosse.

## Localisation et composition du quartier
Située a sud-ouest du centre-ville, Greenhill est habituellement incluse dans le quartier de Bruntsfield, qui s'étend également plus au nord. Greenhill est bordé par Marchmont, à l'est, et par Morningside au sud-est. 
Greenhill est composé d'un mélange de villas d'architecture géorgienne et victorienne, ainsi que d'immeubles d'habitation.

## Origine et histoire

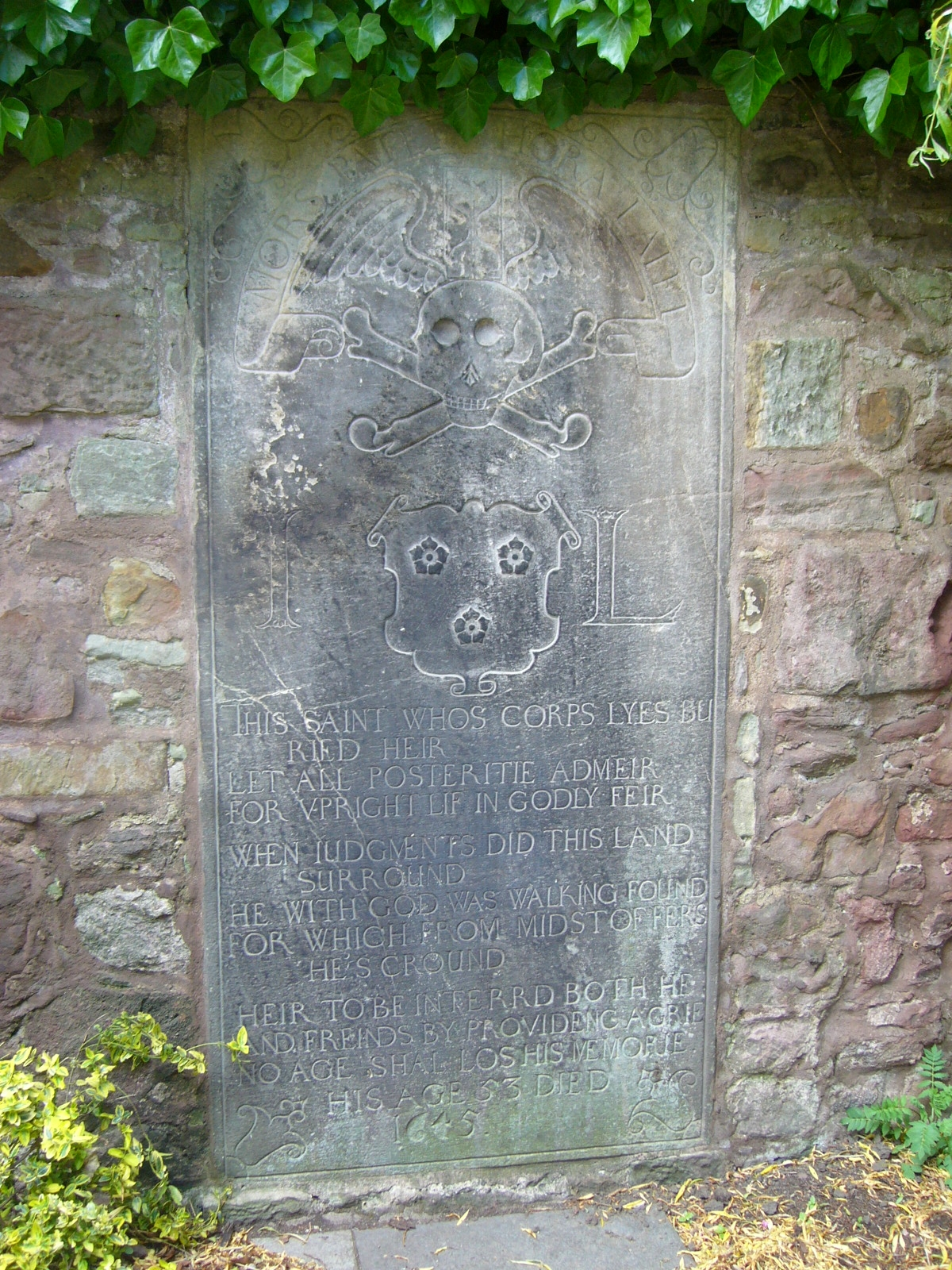
Tombeau de John Livingstone.

Le quartier est bâti sur le site de l'ancienne grande propriété de Greenhill, qui comprenait également Burgh Muir (voir Burghmuirhead). Un bas-relief représentant l'ancien manoir peut encore être vu sur le mur de l'immeuble faisant l'angle de Bruntsfield Place et Bruntsfield Gardens.
Le tombeau de John Livingstone, ancien Laird propriétaire de l'endroit au XIXe siècle, a été construit dans le parc du manoir, depuis longtemps démoli. La tombe se trouve maintenant à proximité d'une petite villa de style géorgien, et a fait l'objet d'une action en justice, soulevant à l'occasion la controverse locale, au sujet de sa propriété.